# 仿製鏡

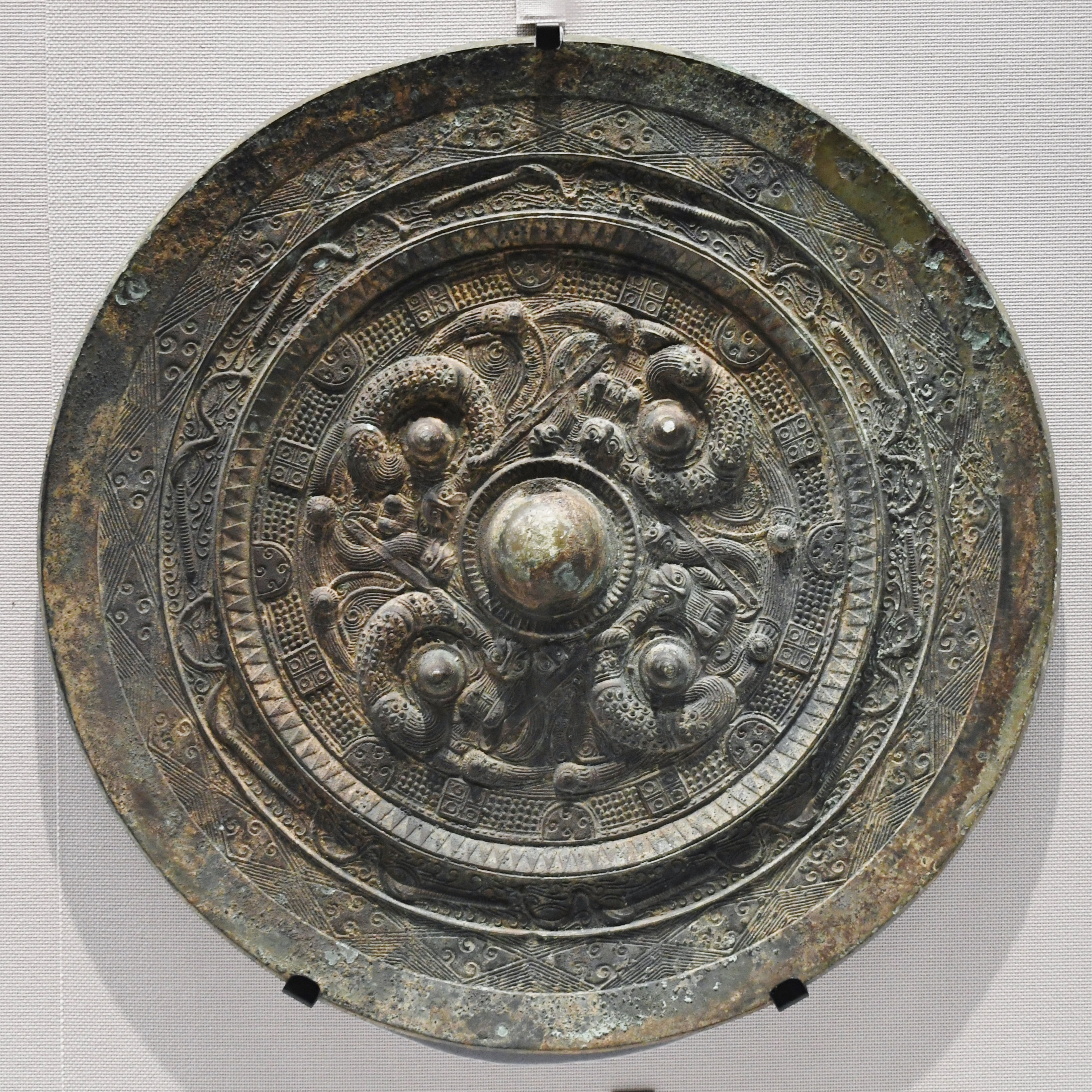
柳井茶臼山古墳出土鼉龍鏡。仿製鏡のひとつ

仿製鏡（ぼうせいきょう、読みを同じくして「倣製鏡」とも）は、中国大陸の周辺地域において、中国鏡を模造してつくった銅鏡を指す言葉である。このような鏡は朝鮮半島や中央アジア、ベトナムなどにも分布するが、日本列島でつくられたものが特に多い。

## 概要

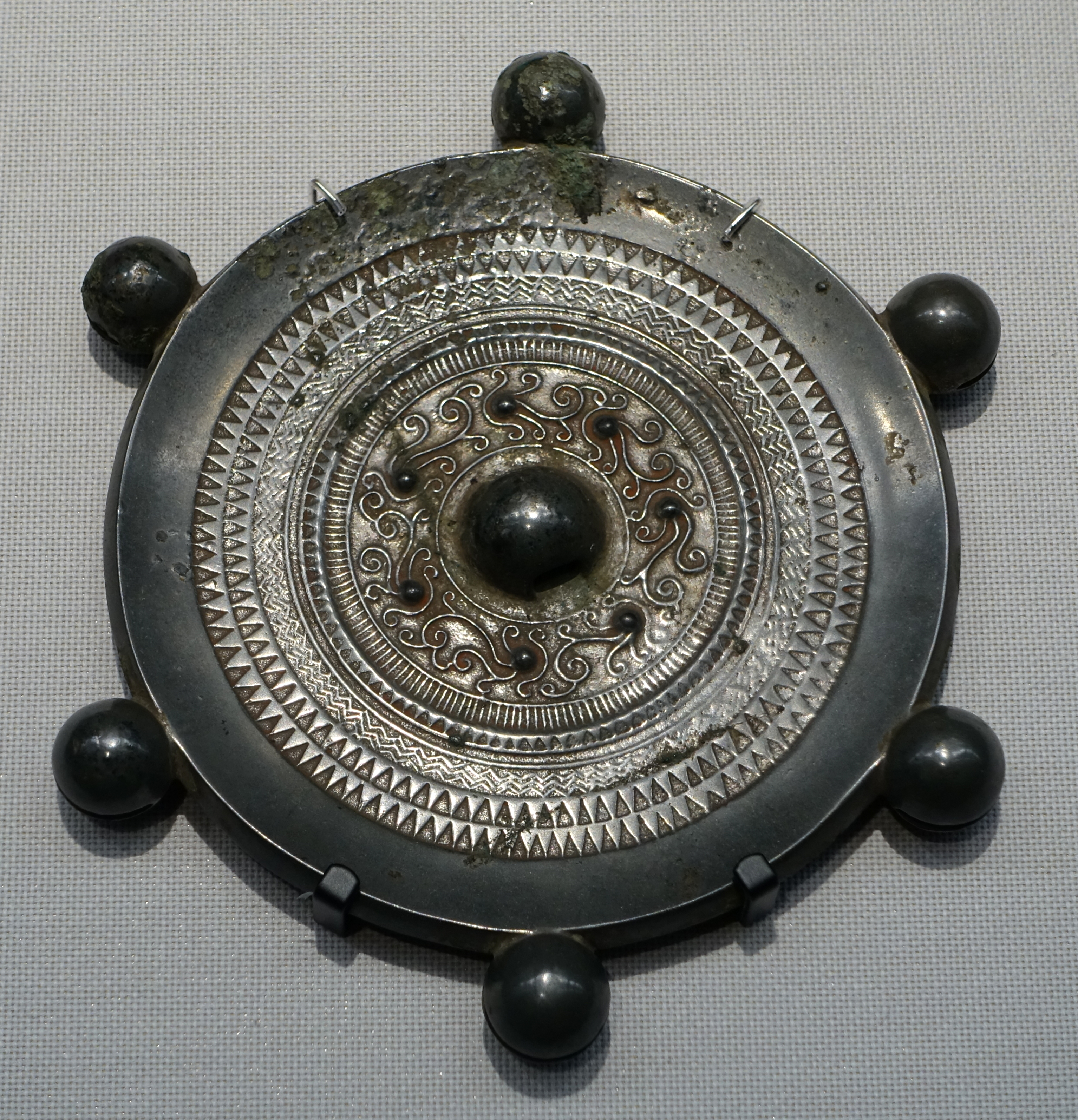
上野古墳（茨城県筑西市）出土六鈴鏡

日本列島の場合は弥生時代後期から古墳時代に製作された鏡についてそう呼び、奈良時代以降の、唐・宋代の鏡を模して作られた和鏡とは区別する。また、中国から輸入された鏡は、仿製鏡と対比して舶載鏡と呼ぶ。中国でつくられた鏡と異なり、仿製鏡は神獣の文様が崩れていたり、銘文の文字がくずれて意味のない文様の羅列となっていたりすることが多い。また、銅の質や鋳造の精度も、中国鏡と比較して悪い。青銅器としては錫の含有量が低く、研磨の精度も不十分であり、鏡としての品質はあまりよくない。しかし、鈴鏡といった明確に鏡以外の目的を有するものが存在すること、きわめて巨大なものやきわめて小さいものといった、鏡としての実用性を考慮していないものが多く出土することから、当時の倭国では鏡はもっぱら呪具として用いられていたことが示唆されている。
弥生時代に作られた初期の仿製鏡は、前漢鏡を模倣した朝鮮半島の鏡をさらに模してつくられたものであった。弥生仿製鏡、小型仿製鏡、古式仿製鏡とよばれるこれらの鏡はおもに九州北部でつくられ、直径7センチメートルほどの、小ぶりで文様も不明瞭な粗造品が多い。しかし、仿製鏡が盛んに作られるのは古墳時代に入ってからである。古墳の副葬品としてあらわれる仿製鏡と、それ以前の弥生仿製鏡の関連性は不明である。当時の鏡は内行花文鏡や方格規矩四神鏡といった、中国の鏡を忠実に複写したものも多く、図像を見えるがままに鋳型に写し取ったため、左右が逆転しているものも少なくない。また、舶載鏡を直接土に押し付けて鋳型とした、踏返鏡とよばれる鏡も存在する。
時代を追うと、中国鏡の図像とは似つかないような文様のものもあらわれる。たとえば、獣形鏡は中国のいかなる神仙霊獣を参考にしたものか判断不能である。また、中国鏡から一部の図像のみをとりだして反復させたものも多く見られる。たとえば、捩文鏡は霊獣の羽毛表現のみを取り出して配列したかのような造形である。乳文鏡と珠文鏡はそれぞれ、大型の突起である乳と、小さな珠文で空間を埋めたものである。また、鼉龍鏡はそれまで広く認知されていた何らかの神獣を模したものではなく、工人が製作した図案であると考えられている。また、直弧文鏡、家屋文鏡、狩猟文鏡などは日本列島にのみあらわれる図像であり、図像の模倣性は希薄である。さらに、鏡の外周に鈴をつけた鈴鏡は、中国鏡の原則から大幅に逸脱する造形をしている。なお、田中琢（1977年）は仿製鏡と呼ばれる鏡に日本列島独自の文様がみられることから「仿（ま）ねた鏡ではない」と主張した。これ以降は仿製鏡も含めて日本列島で製作された鏡を倭製鏡と呼ぶことも少なくない。